# Phan Ngọc Bích
Phan Ngọc Bích (15 tháng 8 năm 1911 – 16 tháng 4 năm 2017) là một trong những người thọ trên trăm tuổi ở Việt Nam. Ông cũng là nhà hoạt động cách mạng Việt Nam, là đảng viên Đảng Cộng sản Việt Nam đầu tiên nhận Huy hiệu 85 năm tuổi Đảng.

## Tiểu sử

### Sự nghiệp cách mạng
Phan Ngọc Bích sinh ngày 15 tháng 8 năm 1911 ở xã Xuân Phước, huyện miền núi Đồng Xuân, tỉnh Phú Yên. Ông được kết nạp vào Đảng Cộng sản Việt Nam vào ngày 30 tháng 10 năm 1930. Ông có bí danh Việt Hồng. Phan Ngọc Bích là một trong 8 người (Phan Lưu Thanh, Bùi Xuân Cảnh, Phan Ngọc Bích (Việt Hồng), Nguyễn Thạnh, Nguyễn Phục Hưng, Nguyễn Hữu Tánh, Nguyễn Diệp, Nguyễn Thị Hảo) tham gia thành lập Chi bộ Đảng Cộng sản Việt Nam đầu tiên ở tỉnh Phú Yên vào ngày 5 tháng 10 năm 1930. Chi bộ này thành lập ở nhà ông Phan Lưu Thanh (sau này giữ chức vụ Bí thư Tỉnh ủy Phú Yên), ở thôn Đồng Bé, xã Xuân Long, nay là khu phố Long Bình, thị trấn La Hai, huyện Đồng Xuân, tỉnh Phú Yên. Phan Lưu Thanh cũng được bầu làm Bí thư chi bộ.
Phan Ngọc Bích tham gia cách mạng chống Pháp trước ngày 1 tháng 1 năm 1945 (cán bộ tiền khởi nghĩa). Ông tham gia lãnh đạo khởi nghĩa giành chính quyền ở khu Đồng Bò và huyện Sơn Hòa, tỉnh Phú Yên. Phan Ngọc Bích cùng Trương Dụng Quyền, hai đảng viên Đảng Cộng sản Việt Nam, đã lãnh đạo cuộc đấu tranh của công nhân và người dân khu vực Nhà máy đường Đồng Bò, huyện Tuy Hòa, tỉnh Phú Yên giành được thắng lợi. Ông là người trực tiếp gây dựng phong trào cộng sản ở đồng bằng Tuy Hòa, Phú Yên. Ông cũng là người công bố quyết định thành lập Chi bộ Đảng Cộng sản Nhạn Tháp, tiền thân của Đảng bộ thành phố Tuy Hòa sau này.
Sau Hiệp định Genève, 1954, ông và các đồng đội của mình theo mệnh lệnh của Tỉnh ủy Phú Yên đã bắt đầu hành trình tập kết ra miền Bắc Việt Nam theo đường rừng ở huyện miền núi Sơn Hòa, tỉnh Phú Yên. Sau nửa tháng ông vượt qua vĩ tuyến 17 ở sông Bến Hải, Quảng Trị vào địa phận Việt Nam Dân chủ Cộng hòa. Buổi đầu, Phan Ngọc Bích đảm nhiệm việc cải cách ruộng đất ở các tỉnh Thanh Hóa, Thái Bình. Sau đó, ông tình nguyện về xây dựng Nông trường Lệ Ninh ở huyện Lệ Thủy, tỉnh Quảng Bình. Nông trường này chuyên canh sản xuất cao su, hồ tiêu. Ông từng giữ chức vụ Phó Bí thư Đảng ủy, Phó Giám đốc nông trường Lệ Ninh. Năm 1971, Phan Ngọc Bích nghỉ hưu.
Sau khi Việt Nam thống nhất vào năm 1975, Phan Ngọc Bích trở về quê hương Phú Yên. Lúc này cha mẹ và nhiều người thân của ông đã qua đời. Năm 1976, ông mua lại một ngôi nhà nhỏ ở số 246 đường Nguyễn Công Trứ, thị xã Tuy Hòa (nay là thành phố Tuy Hòa) để ở. Ông giữ chức Chủ tịch Ủy ban Mặt trận Tổ quốc Việt Nam phường 6, thị xã Tuy Hòa cho đến năm 1979 thì nghỉ hẳn.

### Cuối đời
Sáng ngày 7 tháng 11 năm 2014, Ban thường vụ Tỉnh ủy Phú Yên đã tổ chức buổi lễ trao Huy hiệu 85 năm tuổi Đảng Cộng sản Việt Nam cho Phan Ngọc Bích. Tính tới thời điểm đó, ông là người đầu tiên ở Việt Nam nhận Huy hiệu 85 năm tuổi Đảng Cộng sản Việt Nam. Lúc này ông 103 tuổi (người thứ hai nhận Huy hiệu này là bà Phạm Thị Trinh, vợ Trung tướng Nguyễn Chánh, vào năm 2015). Cuối đời, ông được điều trị, an dưỡng ở Bệnh viện Phục hồi chức năng tỉnh Phú Yên. Phan Ngọc Bích qua đời vào 6 giờ 50 phút ngày 16 tháng 4 năm 2017 (âm lịch ngày 20 tháng 3 năm Đinh Dậu) tại Phú Yên do tuổi cao sức yếu, thọ 107 tuổi. Ông được an táng tại Nghĩa trang Thọ Vức, xã Hòa Kiến, thành phố Tuy Hòa, tỉnh Phú Yên.

## Tôn vinh
- Huân chương Độc lập hạng nhì[9]
- Huân chương Kháng chiến chống Pháp, chống Mỹ[9]
- Huy hiệu Mặt trận đoàn kết thống nhất[9]
- Huy hiệu Vì Nông dân[9]
- Huy hiệu 85 năm tuổi Đảng Cộng sản Việt Nam[9]